# Организация войск
Организация войск (Организация сил) — структура вооружённых сил в целом и воинских формирований, обеспечивающая оптимальное сочетание их состава и численности, количества и видов вооружения и военной техники для поддержания высокой боевой готовности и способности успешно вести боевые действия.
Представляет собой часть строительства вооружённых сил и выражается в их делении на тактические, оперативные, оперативно-стратегические и стратегические структурные воинские единицы, к которым относятся подразделения, воинские части, соединения и объединения видов вооружённых сил и родов войск, специальных войск и служб.

## Факторы, влияющие на организацию войск
Исторически факторами, влияющими на организацию войск в любом государстве, служили следующие параметры:
- достигнутый уровень развития военной науки и военного искусства;
- принятые в государстве военные доктрины, в которых отражался взгляд на характер и методы ведения войны;
- экономические, мобилизационные и другие возможности державы по содержанию вооружённых сил, комплектованию в них личного состава и всестороннему обеспечению;
- уровень оснащённости вооружённых сил военной техникой и вооружением;
- состояние и направление развития вооружённых сил вероятного противника;
- физико-географические и другие особенности конкретного театра военных действий.

## Основные виды воинских формирований
Из практики строительства вооружённых сил большинства государств известны следующие основные виды формирований (распространённые во многих государствах):
| Сухопутные войска                                                                | Военно-морские силы                                                                                   | Военно-воздушные силы                                                                |
| -------------------------------------------------------------------------------- | --- | ------------------------------------------------------------------------------------ |
| отделение взвод рота/батарея батальон/дивизион полк бригада дивизия корпус армия | корабль дивизион кораблей бригада кораблей дивизия кораблей эскадра военно-морская база флотилия флот | авиационное звено отряд эскадрилья полк крыло/эскадра дивизия корпус воздушная армия |

Также в структуру вооружённых сил входят формирования тыла, военные учреждения и органы военного управления такие как:
- арсеналы;
- базы хранения;
- военно-учебные заведения;
- военные комиссариаты;
- военные прокуратуры;
- госпитали;
- комендатуры;
- органы военных сообщений;
- полигоны;
- службы;
- центры;
- группы;
- команды;
- расчёты;
- посты;
- экипажи;
- и другое.

## Основные положения организации войск

### Структура формирования
Организационная структура воинского формирования определяется из функционального предназначения и определяется штатами.
Основным правилом в организационной структуре формирования, независимо от его назначения, является включение органов военного управления, основных (по прямому предназначению) и вспомогательных структурных элементов.
К примеру организационная структура формирований от батальона и равных ему по уровню и выше, включает в себя штаб, боевые подразделения (части, соединения), подразделения (части) боевой поддержки, подразделения (части, соединения) боевого и тылового обеспечения.
В современной русской военной терминологии совокупность штаба воинской части (соединения, объединения), служб а также подразделений при штабе — принято называть термином «управление» (управление полка, управление бригады, управление дивизии и т. д.). Термин применяется также при описании структуры организации войск зарубежных армий. Так к примеру личный состав управления механизированной дивизии Армии США может достигать 1 000 человек.
Для формирований уровня рота (батарея) и батальон (дивизион), под термином управление понимается совокупность должностных лиц наделенных определёнными правами и обязанностями по управлению штатными и приданными подразделениями (командир и его заместители, начальник штаба батальона).
В вооружённых силах большинства государств каждому подразделению, воинской части, соединению и объединению при создании присваивается номер (если внутри полка имеются несколько однотипных подразделений — им присваиваются порядковые номера в масштабе полка; воинским частям, соединениям и объединениям присваиваются общевоинские номера) и наименование по роду войск. К примеру:
- 2-я артиллерийская батарея;
- 3-й танковый батальон;
- 102-й мотострелковый полк;
- 82-я воздушно-десантная дивизия.

За заслуги перед государством воинские части, соединения и объединения могут награждаться орденами и получать почётные наименования.
В ВС России и в ВС СССР отдельным батальонам и дивизионам, полкам и бригадам (батальоны и дивизионы которых не имеют общевоинской нумерации) вручается Боевое знамя. Соединениям и объединениям боевые знамёна вручаются при их награждении государственными наградами.

### Дивизионная и бригадная организация войск
На данном историческом этапе существует два вида организации войск, различаемых наименьшим типом тактического соединения, которыми представлены основная часть вооружённых сил: дивизионная организация и бригадная организация.
Дивизионная организация — структура войск, в которой основная часть боевых соединений представлена дивизиями различного типа (мотопехотные, пехотные, танковые, бронетанковые, механизированные, воздушно-десантные и т. д.).
Бригадная организация — структура войск, в которой основная часть боевых соединений представлена отдельными (не входящими в состав дивизий) бригадами различного типа.
Преимуществом отдельных бригад по сравнению с дивизиями является более высокая маневренность. Разнородность и автономность боевого состава даёт возможность бригаде в более короткие сроки перестраивать боевой порядок, перегруппировываться внутри операционного направления по фронту и глубине. Бригады, имеющие оперативно-тактическую самостоятельность, могут долго действовать в отрыве от основных сил на разобщенных направлениях.
Вместе с тем некоторыми военными экспертами бригадная организация признаётся нерациональной для крупномасштабных боевых действий, для которых больше приспособлены дивизии. При этом ими не отрицается, что для небольших вооружённых конфликтов использование бригад более рационально, чем использование дивизий.
Практически во всех вооружённых силах развитых государств сухопутные войска основаны на дивизионной организации войск. Бригадная организация характерна для сухопутных войск государств бывшего СССР.

## История развития организации войск
Организация войск развивается исходя из требований военного искусства, задач возложенных на войска а также экономического потенциала государства. Прямое влияние на организацию войск оказывают способы ведения боя и войны в целом, количество и качество вооружения.
В данном разделе в большей степени раскрывается история развития организации войск на примере Русского царства, Российской империи и СССР.

### Античность
В период рабовладельческого строя методы ведения боевых действий сводились к простейшему фронтальному столкновению сторон с равномерным распределением сил по фронту и наличием холодного ударного и метательного оружия. Всё это приводило к созданию несложных организационных форм: легионы в Древнем Риме, мора в Древней Греции, отряд (Ассирия, Персия, Древний Египет). Построение войск перед боем в фалангу позволяло наносить мощный удар по противнику только во фронтальном направлении. Впервые от недостатка фаланги попытался уйти греческий полководец Ксенофонт, разбивший фаланги на отдельные подразделения (лохи). В дальнейшем в первой половине III века до нашей эры в Древнем Риме легион был разделён на 30 манипул. Однако на практике выяснилась необходимость создания среднего звена между манипулой и легионом, которой в I веке до нашей эры стала когорта. Легион по новой реформе стал делиться на 10 когорт, каждая из которых включала в себя 3 манипулы. Когорта по существу стала самостоятельной тактической единицей, способной выполнять отдельные задачи.
В Древней Греции и в Древнем Риме также существовали флоты, объединявшие 200—300 гребных кораблей. Общая численность армий в рабовладельческих государствах обычно не превышала 100 000 человек. В редких случаях достигала показателя в 250 000—300 000 человек.

### Средневековье
С переходом от рабовладельческого к феодальному строю, пехота как главный род войск утратила своё значение. На протяжении нескольких веков главным родом войск на территории Западной и Восточной Европы стала немногочисленная рыцарская конница. Структура рыцарской конницы была примитивной и была представлена двумя уровнями: низшая единица — 'копьё (4—10 человек) возглавляемое рыцарем; «знамя» — 25-80 копий. Несколько знамён образовывали рыцарское войско. Данная организация целиком отвечала уровню военного искусства того исторического периода. Личный состав феодальных армий не превышал 50 000—60 000 человек.
В Киевской Руси IX и X века войско состояло из нескольких дружин, возглавляемых местными князьями (регулярные войска), а также, в основном, пешего ополчения, которое собиралось только на время военного похода или войны и состояло из крестьян и ремесленников. Войско было организовано по десятичной организации и при больших походах собирало в себя до 40 000—60 000 человек. Для переброски войск по рекам в некоторых случаях использовался ладейный флот, насчитывавший до 2 000 ладей. В последующем состав войск всё больше стал комплектоваться за счёт феодального ополчения. Также для комплектования войск привлекались отряды наёмников (варягов, печенегов, половцев и другие). В отличие от армий Западной Европы, пехота в русских войсках являлась основой.
В государствах Западной Европы пехота стала основным родом войск в XII—XIII веках с развитием и усилением роли городов. С XIV века роль пехоты возросла с появлением огнестрельного оружия. Первым шагом в организации войск при возрождении пехоты стало введение батальонов непостоянного состава, которые в некоторых государствах назывались малыми баталиями.

### Новое время
В XVI—XVII веках в ряде государств основным организационно-штатной структурой стал полк. Первоначально полк состоял из 10 рот в пехоте и 10 эскадронов в коннице. В некоторых армиях для более рационального управления личным составом роты в количестве 3—4 стали сводить в батальоны постоянного состава (от 500 до 1 000 человек), а 2—3 полка сводили в бригаду. В военно-морских силах основной организационной единицей был парусный корабль. Несколько кораблей объединялись в дивизии, а несколько дивизий кораблей составляли эскадру.
Организация войск в Русском царстве после централизации государства в XVI веке проявилось в создании соединения регулярных войск, которым стало стрелецкое войско. К концу XVI века в него входило 20 000—25 000 человек и подразделялось на несколько приказов по 500—1 000 человек. Основой стрелецкого войска была пехота и небольшое количество конницы. В походном порядке войско делилось на 5—7 полков (большой, правой и левой руки, передовой, ертаульный, засадный, сторожевой).
С 30-х годов XVII века в войска Русского царства была внедрена западная модель организации войск (полки «нового строя»), которая повлекла создание полков новых типов (драгунские, рейтарские, солдатские). К концу XVII века численность войск достигла 180 000 человек.
После военных реформ предпринятых Петром Первым в начале XVIII века, в Российской империи была принята единая организация войск, которая включала в себя все рода войск (пехота, кавалерия и артиллерия) и подразделялась на дивизии и бригады непостоянного состава. К формированиям постоянного состава относились только 51 пехотный полк и 33 кавалерийских полка.
Первые постоянные дивизии появились в 1777 году во Франции, в 1800 году во Франции появились корпуса. В Российской империи дивизии постоянного состава были созданы в 1806 году, а корпуса — в 1810 году.
В XVIII—XIX на организацию войск оказывали сильное влияние такие аспекты военного искусства как самостоятельность, рациональное соотношение вооружения и личного состава, родов войск а также взаимодействие между отдельными частями в соединениях. Рост численности и количества соединений потребовало совершенствования структуры войск и удобства в управлении войсками. На практике боевых действий того исторического периода было выработано правило, согласно которому успешное управление соединением обеспечивается при наличии в его составе не более 5 управляемых единиц. Также был изменён принцип самостоятельности, подразумевавший под собой способность частей и соединений выполнять боевые задачи имеющимися штатными средствами и силами. Для повышения самостоятельности в пехотные и кавалерийские части и соединения стали добавляться артиллерийские подразделения и части. В результате внедрения нарезного оружия и придания артиллерии пехоте, на смену тактике колонн и рассыпного строя пришла тактика стрелковых цепей. В связи с возросшей сложность в управлении войсками в крупных объединениях и соединениях были созданы штабы. В дальнейшем штабы были учреждены и в штатах воинских частей.
К окончанию XIX века в армиях крупнейших государств в целом была принята сходная структура войск:
- пехотная дивизия (15 000—16 000 человек) — включала в себя 2 бригады по 2 полка в каждой (всего 12—16 батальонов), артиллерийскую бригаду или полк (4—6 батарей), кавалерийский дивизион (2—3 эскадрона) и сапёрно-инженерную роту.
- кавалерийская дивизия (4 000—9 000 человек) — от 4 до 6 кавалерийских полков.

Для обеспечения мероприятий при мобилизации населения к войне, облегчения управления войсками и более рациональной подготовки войск и штабов в 1862 году в Российской Империи были созданы первые военные округа (Варшавский, Виленский, Киевский и Одесский). К началу Первой мировой войны всего было создано 12 военных округов. К этому же периоду в царской армии под руководством военного министра Милютина Д. А. была сформирована дивизионная организация войск подчинённая командованию военных округов.

### От Первой мировой войны до начала Второй мировой войны
Перед началом Первой мировой войны вооружённые силы крупных держав состояли из сухопутных войск и военно-морских сил. Бронетанковые войска и авиация находилась на этапе появления. Главным оперативным объединением была полевая армия, состоявшая из 4—5 армейских корпусов, 3—4 отдельных пехотных дивизий и 4—5 кавалерийских дивизий. Численность пехотных дивизий колебалась от 16 000 до 21 000 человек.
В ходе войны, с развитием технического прогресса и промышленности появлялись как новые средства ведения войны, так и новые типы формирований артиллерии, инженерных войск, войск связи которые включались в состав пехотных и кавалерийских соединений, что повышало их общевойсковой уровень.
С появлением танков, химического оружия и самолётов появились типы формирований броневых войск, химических войск и военной авиации. В военной авиации появились такие формирования, как авиационный отряд, дивизион и эскадрилья. Одновременно с появлением военной авиации создавались формирования противовоздушной артиллерии; постов, рот и батальонов воздушного наблюдения, прожекторных и пулемётных команд.
Также в ходе Первой мировой войны были созданы такие стратегические объединения сухопутных войск, как фронт в Российской империи или группа армий в Западной Европе. В состав подобных объединений включалось от 2 до 5 армий.
В военно-морских силах различных государств, появление новых типов кораблей, как торпедные катера, минные заградители и авианосцы, повлекло создание соединений таких кораблей.
На начальном этапе Гражданской войны в России, основной тактической и административной единицей в войсках Красной армии на добровольных началах был отряд, а оперативным объединением являлась завеса. С созданием регулярной РККА был осуществлён переход к организации войск, существовавший в царской армии, где основным тактическим соединением была пехотная дивизия, а оперативным объединением была армия. Впоследствии пехотные дивизии были переименованы в стрелковые. Первоначально в РККА была принята двоичная система организации войск: в дивизии 2 бригады, в бригаде 2 полка, в полку 2 батальона. В ноябре 1918 года был осуществлён переход стрелковых дивизий на троичную систему. Артиллерия была выделена в отдельные дивизионы и батареи. Тяжёлая артиллерия представлялась отдельными дивизионами и бригадами. Броневые силы были представлены отдельными дивизионами бронепоездов, дивизионами бронеавтомобилей и танковыми отрядами, находившиеся в резерве командующих армиями и фронтами. Силы ПВО включали в себя авиационные истребительные отряды и зенитные (противосамолётные) батареи. Основной тактической единицей ВВС был авиационный отряд, состоявший из нескольких авиационных звеньев. В некоторых случаях авиационные отряды сводились в авиагруппы и дивизионы. В РККФ военно-морской флот был представлен Морскими силами Балтийского моря, Чёрного моря и Дальнего Востока (с 1932 года).
В 1921 году высшим тактическим соединением в РККА стал стрелковый корпус. В 1924 все стрелковые дивизии и полки были приведены к единому штату. Также был осуществлён переход к смешанной системе устройства вооружённых сил, которая предусматривала создание территориально-милиционных воинских частей и национальных воинских формирований.
Индустриализация в СССР способствовала модернизации вооружённых сил и насыщению стрелковых и кавалерийских соединений формированиями бронетанковых войск, артиллерии и ПВО. В период до Великой Отечественной войны были созданы батальонная, полковая, дивизионная, корпусная артиллерия, а также Артиллерия резерва главного командования (РГК). Батальонная и полковая артиллерия была представлена батареями. Дивизионная и корпусная — полками и отдельными дивизионами. Артиллерия РГК — отдельными дивизионами, полками и бригадами.
Войсковая ПВО была представлена отдельными дивизионами. Объектовая ПВО была представлена зенитно-артиллерийскими полками, а также полками, бригадами и дивизиями ПВО, которые кроме подразделений зенитной артиллерии также имели подразделения пулемётов и прожекторов. В 1938 году для противовоздушной обороны крупнейших городов СССР были созданы корпуса ПВО.
В конце 30-х годов в РККА началось создание танковых, механизированных и воздушно-десантных дивизий и корпусов. В инженерных войсках для переправы через реки были созданы формирования лёгких и тяжёлых понтонных парков.
В 1933 году были созданы авиационные корпуса, в каждый из которых входило по 3 бригады. В 1936—1938 годах были созданы авиационные армии особого назначения (АОН), которые в 1940 году были переименованы в Дальнюю бомбардировочную авиацию Главного Командования, включавшую в свой состав авиационные дивизии и корпуса. С 1939 года в бомбардировочной и истребительной авиации произошёл переход от бригад к полкам и дивизиям. В 1941 году были созданы авиационные корпуса ПВО, также состоявших из авиационных полков.
Военно-морской флот СССР на тот исторический период состоял из Северного, Балтийского, Черноморского и Тихоокеанского флотов, Каспийской флотилии, Амурской и Днепровской речных флотилий. В организационном плане флота и флотилии включали в себя:
- звенья, отряды, дивизионы, бригады и эскадры надводных кораблей различного класса;
- дивизионы и бригады подводных лодок;
- отряды, эскадрильи и полки морской авиации;
- батареи и дивизионы береговой артиллерии;
- дивизионы и полки зенитной артиллерии;

### Реформы организации войск ВС СССР в период Великой Отечественной войны
В начальный период Великой Отечественной войны недостаток офицеров и средств управления вынудили военное руководство временно ликвидировать корпусное звено в общевойсковых армиях. Личный состав штабов (управлений) корпусов был задействован для создания новых армейских соединений и объединений. Штатная численность стрелковых дивизий была снижена для развёртывания менее громоздких (чем в довоенных штатах) дивизий с более удобной управляемостью в оборонительных действиях и создания большего количества соединений для манёвра на опасных участках фронта.
В связи с острой нехваткой бронетанковой техники, все механизированные корпуса и танковые дивизии были расформированы а личный состав и техника обращены на создание отдельных танковых бригад и танковых батальонов. Также сокращению подверглась дивизионная артиллерия для создания более мощной артиллерии РГК, которой усиливались группировки на важных направлениях. В кратчайшие сроки создавались части и соединения противотанковой артиллерии. Была продолжена работа по созданию укреплённых районов начатая до войны, которая была представлена пулемётно-артиллерийскими батальонами.
В 1942—1943 годах в общевойсковых армиях для более удобного управления были воссозданы стрелковые корпуса, основу которых составляли 2—3 стрелковые дивизии. Также в состав стрелковых корпусов включались так называемые «корпусные части»: артиллерийская бригада, полк реактивной артиллерии (гвардейский миномётный полк), зенитно-артиллерийский дивизион, батальон связи и сапёрный батальон.
В марте 1942 года было начато создание танковых корпусов (3 танковые и 1 механизированная бригада в каждом). В мае 1942 года начали создание танковых армий в составе 2 танковых корпусов, отдельной танковой бригады, стрелковой дивизии, артиллерийского полка, гвардейского миномётного полка и зенитно-артиллерийского дивизиона. В сентябре 1942 года было положено начало формированию механизированных корпусов бригадного состава.
В конце 1942 года начали создаваться артиллерийские дивизии. С апреля 1943 года начато создание артиллерийских корпусов прорыва. К маю 1942 года были расформированы ВВС фронтов и армий, а на их основе было положено начало формированию воздушных армий фронтовой авиации. С осени 1942 года были созданы первые отдельные корпуса РГК. В ходе реформ объектовой ПВО в ноябре 1941 года были созданы корпусные, дивизионные и бригадные районы ПВО. С 1942 года положено начало созданию Армий ПВО и Фронтов ПВО. В РККФ были созданы: морские оборонительные районы; авиационные дивизии и корпус ПВО; отдельные батальоны и бригады морской пехоты; бригады речных кораблей.

### Реформы организации войск в СССР в послевоенный период
В сухопутных войсках СССР после войны на основе танковых армий были созданы механизированные армии, основной задачей которых было развитие наступления. Все механизированные и танковые корпуса были переформированы в механизированные и танковые дивизии. Состав стрелковых корпусов включал в себя 2 стрелковые и 1 механизированную дивизию. В 1946 году было создано Главное командование Сухопутных войск.
Также в 1946 году на базе гвардейского миномётного полка была создана первая ракетная бригада (бригада особого назначения РГВК — позже переименована как инженерная бригада РГВК). В последующем подобные формирования стали основой ракетных войск в составе сухопутных войск.
В 1948 году, из состава Артиллерии сухопутных войск были выделены Войска ПВО. Они образовали новый вид вооружённых сил (4-й по счёту — после Сухопутных войск, ВМФ и ВВС), которые в территориальном плане были разбиты на районы ПВО 1-й, 2-й и 3-й категорий. В 1954 году были введены округа ПВО, отдельные армии ПВО, корпуса ПВО и дивизии ПВО смешанного состава. В состав таких соединений и объединений входили истребительные авиационные формирования, зенитно-ракетные формирования и формирования радиотехнических войск.
ВВС СССР до 1946 года были представлены только фронтовой авиацией и дальней авиацией. С развитием воздушно-десантных войск была образована десантно-транспортная авиация позже переименованная в военно-транспортную авиацию. В целом в послевоенных ВВС осталась организация войск военного периода «полк—дивизия».
В ВМФ СССР реформы организации сил коснулись ликвидации морских оборонительных районов (в 1947 году) и создании дивизии надводных кораблей и дивизий подводных лодок (в 1951 году).
В 50-е годы механизированные армии и стрелковые корпуса входившие в армии были расформированы. Стрелковые корпуса не входившие в армии, были переименованы в армейские. В период с 1957 по 1963 годы на основе стрелковых и механизированных дивизий были созданы мотострелковые дивизии, которые вместе с танковыми дивизиями стали основой сухопутных войск.
В 1958 году, выделением из Артиллерии сухопутных войск, были созданы как отдельный род войск — Войска противовоздушной обороны Сухопутных войск, включавшие в свой состав зенитно-артиллерийские, зенитно-ракетные и радиотехнические формирования. В 1961 году Ракетные войска сухопутных войск (созданные летом 1960 года) были объединены с Артиллерией сухопутных войск, в один род войск (Ракетные войска и Артиллерия).
В декабре 1959 года, было проведено выделение ракетных формирований стратегического назначения (для секретности именовались — инженерные бригады РГВК) из состава Артиллерии Резерва Верховного главнокомандования, с образованием нового вида вооружённых сил (5-й по счёту) — Ракетные войска стратегического назначения (РВСН). В 1960 году было создано Главное командование РВСН. Первоначально РВСН состояли из ракетных корпусов, объединявших ракетные дивизии, состоявшие из ракетных полков. В период до 1970 года все ракетные корпуса были расформированы, и ракетные дивизии вошли в состав ракетных армий.
В 60-е годы в ВВС штурмовая авиация была преобразована в истребительно-бомбардировочную авиацию. В результате реформ по организации ВВС разделялась на фронтовую, дальнюю и военно-транспортную авиацию. В Войсках ПВО зенитно-ракетные войска выделились в самостоятельный род войск. Авиация ПВО включала в себя как истребительную так и вспомогательную авиацию. С 1967 года в Войсках ПВО появился новый род войск — Войска ракетно-космической обороны.
С 1963 года в ВМФ было начато создание формирований морской пехоты. В 1989 году в ВМФ был создан новый род сил — береговые войска.

### Реформы организации войск в Российской Федерации
После распада СССР в России проводились реформы направленные на сокращение как численности войск, так и на сокращение территориальных военно-административных управлений. Из 8 военных округов, доставшихся России от СССР, в 1998 году их количество было сокращено до 7. В 2001 году количество округов было сокращено до 6. В 2010 году в ходе очередных реформ количество округов было снижено сперва до 5, а потом и до 4.
В сухопутных войсках с конца 90-х годов, начался переход от дивизионной организации войск к бригадной организации, в первую очередь связанный с сокращением войск. С занятием поста Министра обороны Сердюковым А. Э. процесс преобразования дивизий в бригады увеличило размах. С приходом на пост Шойгу С. К. наблюдается в некоторой степени обратный процесс возрождения мотострелковых и танковых дивизий.
В 1998 году Войска ПВО были объединены с ВВС. В самостоятельный род войск были выделены Космические войска.
В 2015 году Войска космической обороны и ВВС были объединены в Воздушно-космические силы.

## Организация войск в других государствах
Вооружённые силы других государств в основном имеют сходную организацию войск, что и в ВС Российской Федерации.
Они также состоят из сухопутных войск (армии), ВВС и ВМС, которые в плане организационной структуры основываются на общих для всех армиях принципах, исходящих из взглядов на способы ведения боевых действий в войне как с применением ядерного оружия так и без него и продиктованных экономическими возможностями государств.
В государствах-участниках НАТО на организацию войск воздействуют различные стратегические концепции. В основном эти государства следуют по мере возможностей примеру США. Армия США подразделяется на рода войск и службы. К родам войск относятся пехота, бронетанковые войска, артиллерия, тактическая и армейская авиация. Основным тактическим соединением является дивизия, включающая в себя дивизионную основу, управления бригад, боевые батальоны, формирования огневой поддержки, тылового и боевого обеспечения. При выполнении боевых действий управления бригад получают в своё подчинение батальоны и подразделения обеспечения, количество которых считается достаточным для выполнения боевой задачи, и становятся боевыми единицами. Дивизии объединяются в армейские корпуса.
В Великобритании сухопутные войска представлены дивизиями, бригадами и полками. Основным тактическим соединением также является дивизия. Несколько дивизий и воинских частей образуют армейский корпус. Армейский корпус США и Великобритании фактически являются оперативным объединением, но согласно внутренней терминологии такое понятие в данных государствах не используется.
В Германии армейский корпус является высшим тактическим соединением. Он состоит из нескольких дивизий, которые в свою очередь состоят из бригад.
Отличием сухопутных войск иностранных государств от сухопутных войск СССР и России является большее количество разновидностей дивизий:
- лёгкие пехотные;
- пехотные;
- механизированные;
- мотопехотные;
- горнопехотные (альпийские);
- бронетанковые (танковые);
- бронекавалерийские;
- воздушно-десантные;
- воздушно-штурмовые;
- аэромобильные.

ВВС многих государств по своей структуре состоят из авиационных командований, в которые сведены соединения и части тактических истребителей (истребителей-бомбардировщиков, штурмовиков), разведывательных самолётов, военно-транспортных самолётов и вертолётов. В ВВС США и Франции имеются стратегические авиационные командования которым подчинены соединения баллистических ракет. В состав ВВС также входят зенитно-ракетные и зенитно-артиллерийские части ПВО.
Военно-морские силы практически всех приморских государств состоят из флота, морской авиации и морской пехоты. Наиболее развитые государства располагают также авианосцами и авиацией берегового базирования. В Корпусе морской пехоты США кроме того имеется собственная авиация.
В армиях многих государств заметно стремление к совершенствованию организационной структуры соединений и воинских частей с таким расчётом, чтобы сделать их более универсальными в плане применения на различных театрах военных действий и выполнения разнообразных задач. При этом создаются формирования специализированные для действий в определённой природной среде: северных районах, горной местности, пустынных районах, в джунглях и т. д..
В целом считается, что организационная структура вооружённых сил в развитых государствах достигла значительного уровня совершенства и в ближайшее время в них не предвидится никаких радикальных перемен. Дальнейшее развитие организации войск главным образом возможно с изменениями внутри воинских формирований, связанных с появлением новых видов вооружения и боеприпасов, сокращением или увеличением количества единиц вооружения, мобильности подразделений и т. п..
Не исключается возможность в будущем упразднения некоторых видов вооружённых сил, а также преобразование дивизий в бригады, а армий — в корпуса.